# Gierłachowo (Rawicz)
Pour les articles homonymes, voir Gierłachowo.
Gierłachowo (prononciation : [ɡʲɛrwaˈxɔvɔ]) est un village polonais de la gmina de Bojanowo dans le powiat de Rawicz de la voïvodie de Grande-Pologne dans le centre-ouest de la Pologne.
Il se situe à environ 5 kilomètres à l'est de Bojanowo (siège de la gmina), à 9 kilomètres au nord de Rawicz (siège du powiat) et à 80 kilomètres au sud de Poznań (capitale régionale).
Le village possédait une population de 102 habitants en 2004.

## Histoire
De 1975 à 1998, le village faisait partie du territoire de la voïvodie de Leszno.

Depuis 1999, Gierłachowo est situé dans la voïvodie de Grande-Pologne.